# Estadio Olímpico de la Universidad Central de Venezuela
El Estadio Olímpico de la Universidad Central de Venezuela es un complejo deportivo multiusos de propiedad pública, perteneciente al campus de la Universidad Central de Venezuela. Diseñado por el arquitecto venezolano Carlos Raúl Villanueva e inaugurado en 1951. Forma parte de la Ciudad Universitaria de Caracas, la cual fue declarada Patrimonio de la Humanidad por la Unesco el 2 de diciembre del año 2001.
Con capacidad para 24 264 espectadores, sirve actualmente como sede al  Deportivo La Guaira, Metropolitanos y la Universidad Central.

## Historia
El Estadio Olímpico fue construido como parte de la creación de la Ciudad Universitaria de Caracas, entre los años 1949 y 1951, durante la Junta Militar de Gobierno presidida por el Marcos Pérez Jiménez, como parte de su proyecto de modernización de la ciudad capital.
Su inauguración fue como escenario de los III Juegos Bolivarianos de 1951 celebrados en Caracas. 
Desde 1952 a 1963, el estadio albergó la Pequeña Copa del Mundo de Clubes, torneo al que asistían por selección y posterior invitación los mejores clubes de América y Europa. 
Con motivo de la Copa América 2007, la instalación deportiva fue sometida a un proceso de remodelación con una inversión cuarenta millardos de bolívares. Entre las mejoras realizadas están la renovación del engramado y el sistema de filtración, mejora de los vestuarios, creación de una zona vip y ampliación del área de prensa, así como la recuperación de las obras de arte anexas además de dotarlo de un sistema moderno de electricidad que le confieren características de alto nivel en materia de iluminación, un cambio drástico de las antiguas torres de luz totalmente renovadas con mayor intensidad de luz blanca ideales para las transmisiones por televisión y los presentes en el campus.

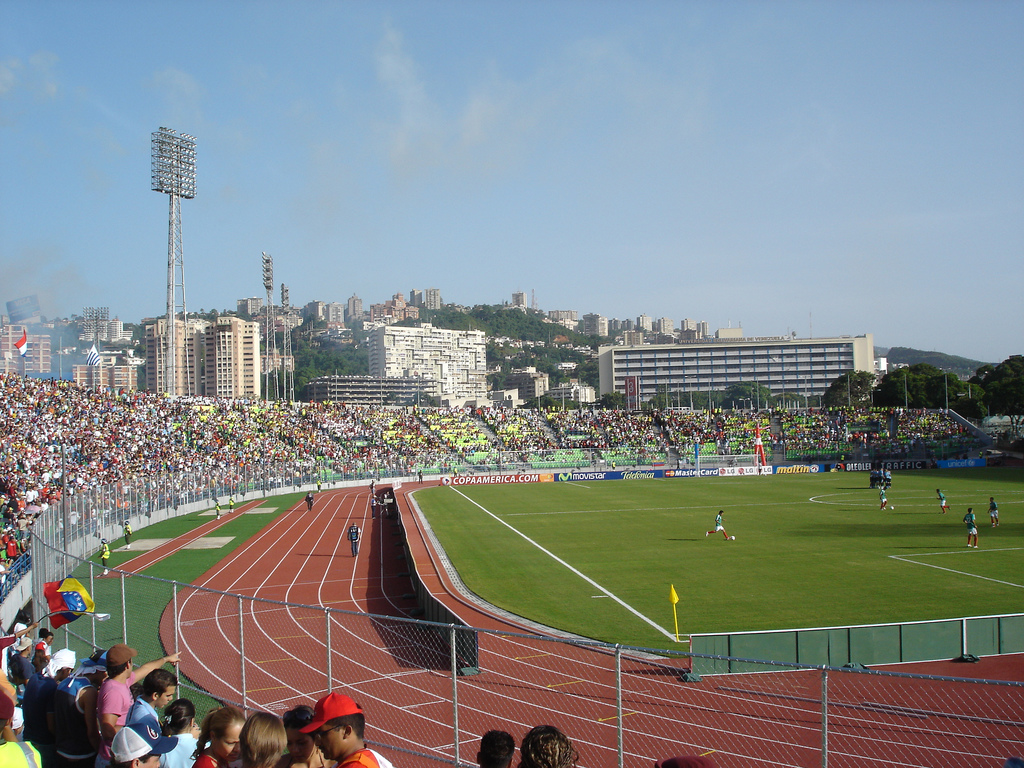
Vista de un partido de la Copa América 2007 entre México y Uruguay.

Para la prensa, se habilitaron diecinueve cabinas para medios audiovisuales (ocho exclusivamente para radio). Quinientos cincuenta puestos para los comunicadores de medios impresos, junto a dos salas para conferencias de prensa con capacidad para sesenta personas cada una así como acceso a Internet y líneas telefónicas.
Los sistemas de seguridad también fueron modernizados: un conjunto de más de treinta cámaras vigilarán todo lo que acontezca fuera y dentro del escenario.
El cambio más drástico y polémico fue instalación de sillas en la grada popular que disminuyó la capacidad del aforo inicial que —según datos oficiales de la Fundación UCV— fue de treinta mil espectadores. Pero, luego de los trabajos, se redujo a veinte mil novecientas personas sentadas y que cambió notablemente el aspecto visual del concreto crudo, al llamativo al verde amarillo de los asientos nuevos.
Todos los trabajos fueron avalados y discutidos con la Unesco para mantener los estándares de remodelación y mantenimiento de las estructuras denominadas Patrimonio Cultural de la Humanidad.
Debido al desgaste y deterioro cotidiano, el estadio fue inhabilitado para albergar partidos en enero de 2018, y se le sometió a trabajos de recuperación y reacondicionamiento. Fue abierto nuevamente el 13 de septiembre del mismo año. Seis días más tarde, albergó el partido de ida entre el Caracas Fútbol Club y el Atlético Paranaense, por los octavos de final de la Copa Sudamericana.

## Eventos

### Pequeña Copa del Mundo de Clubes
| Edición                          | Campeón                          | Subcampeón                       | Notas                            |
| Pequeña Copa del Mundo de Clubes | Pequeña Copa del Mundo de Clubes | Pequeña Copa del Mundo de Clubes | Pequeña Copa del Mundo de Clubes |
| -------------------------------- | -------------------------------- | -------------------------------- | -------------------------------- |
| 1952                             | Real Madrid C. F.                | Botafogo F. R.                   | Liga de 4 equipos                |
| 1953 (invierno)                  | C. D. Los Millonarios            | C. A. River Plate                | Liga de 4 equipos                |
| 1953 (verano)                    | S. C. Corinthians Paulista       | A. S. Roma                       | Liga de 4 equipos                |
| 1954-55                          | São Paulo F. C.                  | Valencia C. F.                   | Liga de 4 equipos                |
| 1955-56                          | Real Madrid C. F.                | C. R. Vasco da Gama              | Liga de 4 equipos                |
| 1956-57                          | F. C. Barcelona                  | Botafogo F. R.                   | Liga de 4 equipos                |
| Torneo de la Ciudad de Caracas   |                                  |                                  |                                  |
| 1963                             | São Paulo F. C.                  | Real Madrid C. F.                | Trofeo Ciudad de Caracas         |
| 1965                             | S. L. Benfica                    | Atlético de Madrid               | Copa María Dolores Gabeka        |
| 1966                             | Valencia C. F.                   | Vitória S. C.                    | Trofeo Simón Bolívar             |
| 1967                             | Athletic Club                    | Académica de Coimbra             | Copa Cuadricentenario de Caracas |
| 1969                             | Sparta Praga                     | R. C. D. La Coruña               | Torneo Reyes de Caracas          |
| 1970                             | Vitória F. C.                    | Santos F. C.                     | Torneo Reyes de Caracas          |
| 1975                             | Alemania Oriental                | Boavista F. C.                   | Ciudad de Caracas                |

### Juegos Bolivarianos 1951
| Fecha                           | Fase       | Equipo    |                      | Resultado |                      | Equipo    | Espectadores |
| ------------------------------- | ---------- | --------- | -------------------- | --------- | -------------------- | --------- | ------------ |
| Del 5 a 21 de diciembre de 1951 | Pentagonal | Colombia  | Bandera de Colombia  | 1-0       | Bandera de Perú      | Perú      | s/d          |
| Del 5 a 21 de diciembre de 1951 | Pentagonal | Panamá    | Bandera de Panamá    | 2-1       | Bandera de Ecuador   | Ecuador   | s/d          |
| Del 5 a 21 de diciembre de 1951 | Pentagonal | Venezuela | Bandera de Venezuela | 2-2       | Bandera de Perú      | Perú      | s/d          |
| Del 5 a 21 de diciembre de 1951 | Pentagonal | Panamá    | Bandera de Panamá    | 2-1       | Bandera de Colombia  | Colombia  | s/d          |
| Del 5 a 21 de diciembre de 1951 | Pentagonal | Venezuela | Bandera de Venezuela | 4-1       | Bandera de Ecuador   | Ecuador   | s/d          |
| Del 5 a 21 de diciembre de 1951 | Pentagonal | Perú      | Bandera de Perú      | 2-1       | Bandera de Panamá    | Panamá    | s/d          |
| Del 5 a 21 de diciembre de 1951 | Pentagonal | Colombia  | Bandera de Colombia  | 2-1       | Bandera de Ecuador   | Ecuador   | s/d          |
| Del 5 a 21 de diciembre de 1951 | Pentagonal | Venezuela | Bandera de Venezuela | 4-1       | Bandera de Panamá    | Panamá    | s/d          |
| Del 5 a 21 de diciembre de 1951 | Pentagonal | Perú      | Bandera de Perú      | 2-0       | Bandera de Ecuador   | Ecuador   | s/d          |
| Del 5 a 21 de diciembre de 1951 | Pentagonal | Colombia  | Bandera de Colombia  | 2-1       | Bandera de Venezuela | Venezuela | s/d          |

### Copa América 1975
| Fecha                 | Fase                  | Equipo |                 | Resultado |                     | Equipo   | Espectadores |
| --------------------- | --------------------- | ------ | --------------- | --------- | ------------------- | -------- | ------------ |
| 28 de octubre de 1975 | Partido de definición | Perú   | Bandera de Perú | 1-0       | Bandera de Colombia | Colombia | 30 000       |

### Juegos Panamericanos 1983
| Fecha                         | Fase       | Equipo         |                           | Resultado |                           | Equipo         | Espectadores |
| ----------------------------- | ---------- | -------------- | ------------------------- | --------- | ------------------------- | -------------- | ------------ |
| Del 15 a 27 de agosto de 1983 | Grupo A    | Uruguay        | Bandera de Uruguay        | 1-0       | Bandera de Venezuela      | Venezuela      | s/d          |
| Del 15 a 27 de agosto de 1983 | Grupo A    | Uruguay        | Bandera de Uruguay        | 1-0       | Bandera de Bermudas       | Bermudas       | s/d          |
| Del 15 a 27 de agosto de 1983 | Grupo A    | Venezuela      | Bandera de Venezuela      | 3-0       | Bandera de Bermudas       | Bermudas       | s/d          |
| Del 15 a 27 de agosto de 1983 | Grupo B    | Brasil         | Bandera de Brasil         | 1-0       | Bandera de México         | México         | s/d          |
| Del 15 a 27 de agosto de 1983 | Grupo B    | Brasil         | Bandera de Brasil         | 2-0       | Bandera de Argentina      | Argentina      | s/d          |
| Del 15 a 27 de agosto de 1983 | Grupo B    | México         | Bandera de México         | 2-0       | Bandera de Argentina      | Argentina      | s/d          |
| Del 15 a 27 de agosto de 1983 | Grupo C    | Estados Unidos | Bandera de Estados Unidos | 0-0       | Bandera de Cuba           | Cuba           | s/d          |
| Del 15 a 27 de agosto de 1983 | Grupo C    | Guatemala      | Bandera de Guatemala      | 1-1       | Bandera de Chile          | Chile          | s/d          |
| Del 15 a 27 de agosto de 1983 | Grupo C    | Guatemala      | Bandera de Guatemala      | 1-1       | Bandera de Cuba           | Cuba           | s/d          |
| Del 15 a 27 de agosto de 1983 | Grupo C    | Chile          | Bandera de Chile          | 2-1       | Bandera de Estados Unidos | Estados Unidos | s/d          |
| Del 15 a 27 de agosto de 1983 | Grupo C    | Guatemala      | Bandera de Guatemala      | 3-0       | Bandera de Estados Unidos | Estados Unidos | s/d          |
| Del 15 a 27 de agosto de 1983 | Grupo C    | Chile          | Bandera de Chile          | 0-0       | Bandera de Cuba           | Cuba           | s/d          |
| Del 15 a 27 de agosto de 1983 | Fase final | Uruguay        | Bandera de Uruguay        | 2-1       | Bandera de Guatemala      | Guatemala      | s/d          |
| Del 15 a 27 de agosto de 1983 | Fase final | Brasil         | Bandera de Brasil         | 0-1       | Bandera de Uruguay        | Uruguay        | s/d          |

### Copa América 2007
| Fecha               | Fase         | Equipo  |                    | Resultado |                   | Equipo | Espectadores |
| ------------------- | ------------ | ------- | ------------------ | --------- | ----------------- | ------ | ------------ |
| 14 de julio de 2007 | Tercer lugar | Uruguay | Bandera de Uruguay | 1-3       | Bandera de México | México | 21 900       |

## Conciertos
| Fecha | Artista(s) | Tour/evento               |
| ----- | --- | ------------------------- |
| 1988  | Yordano, Evio di Marzo, Daiquirí |                           |
| 1990  | Yordano, Sentimiento Muerto, Un Solo Pueblo Sergio Pérez Betancourt                                                                            |                           |
| 1998  | Ricky Martin | Vuelve Tour               |
| 2001  | Malanga, Sting, Sheryl Crow, Los Amigos Invisibles                                                                                             | Caracas Pop Festival 2001 |
| 2001  | Wahala, Desorden Público, Maná, Rubén Blades                                                                                                   | Caracas Pop Festival 2001 |
| 2001  | Uff, Christina Aguilera, Five | Caracas Pop Festival 2001 |
| 2001  | Caramelos de Cianuro, Oasis, Ignacio Peña, Collective Soul                                                                                     | Caracas Pop Festival 2001 |
| 2002  | La Abuela Arkadia |                           |
| 2003  | Caramelos de Cianuro |                           |
| 2004  | Guaco, Los Amigos Invisibles, Héctor & Tito, Tego Calderón Los Rabanes, Bacilos, Molotov, Desorden Público Adolescent’s Orquesta, Negus Nagast | La Vibra Coca Cola 2004   |
| 2004  | Daddy Yankee |                           |
| 2005  | Franco de Vita |                           |
| 2005  | Franco de Vita, Ricky Martin | Caracas Pop Festival 2005 |
| 2005  | Los Amigos Invisibles, Papashanty Saund System, Smash Mouth Black Eyed Peas                                                                    | Caracas Pop Festival 2005 |
| 2005  | Incubus, Sunú, Los Pixel, The Rasmus | Caracas Pop Festival 2005 |
| 2006  | RBD | Tour Generación RBD       |
| 2010  | Malanga |                           |
| 2011  | Los Mentas |                           |
| 2019  | Sixto Rein |                           |